# Prenhan
Prenhan (en francès Preignan) és un municipi francès situat al departament del Gers i a la regió d'Occitània. Limita amb els municipis d'Auch, Ròcalaura, Senta Crestia, Mirapeish i Montaut-les-Créneaux.

## Demografia
| 1962                                       | 1968 | 1975 | 1982 | 1990 | 1999 | 2006  |
| ------------------------------------------ | ---- | ---- | ---- | ---- | ---- | ----- |
| 178                                        | 183  | 312  | 499  | 793  | 961  | 1.015 |
| Des de 1962: població sense dobles comptes |      |      |      |      |      |       |

## Administració
| Període   | Identitat       | Partit |
| --------- | --------------- | ------ |
| 2001-2008 | Pierre Lasserre | PS     |
| 2008-     | Pascal Mercier  |        |

## Agermanaments
- Corral de Calatrava
- Vic de Fesensac